# Australia ai Giochi della XVIII Olimpiade
L'Australia partecipò ai Giochi della XVIII Olimpiade, svoltisi a Tokyo dal 10 al 24 ottobre 1964, con una delegazione di 243 atleti impegnati in 19 discipline per un totale di 133 competizioni. Portabandiera alla cerimonia di apertura fu lo schermidore Ivan Lund, alla sua quarta Olimpiade.
Il bottino della squadra, sempre presente ai Giochi estivi, fu di diciotto medaglie: sei d'oro, due d'argento e dieci di bronzo, che valsero l'ottavo posto nel medagliere complessivo. Quattro delle medaglie d'oro vennero dal nuoto.

## Medagliere

### Per discipline
| Sport            | Oro | Argento | Bronzo | Totale |
| ---------------- | --- | ------- | ------ | ------ |
| Nuoto            | 4   | 1       | 4      | 0      |
| Atletica leggera | 1   | 1       | 4      | 0      |
| Vela             | 1   | 0       | 0      | 0      |
| Hockey su prato  | 0   | 0       | 1      | 0      |
| Judo             | 0   | 0       | 1      | 0      |
| Totale           | 6   | 2       | 10     | 0      |

### Medaglie
| Medaglia | Atleta | Sport            | Evento                                       |
| -------- | --- | ---------------- | -------------------------------------------- |
| Oro      | Betty Cuthbert | Atletica leggera | 400 metri piani femminili                    |
| Oro      | Bob Windle | Nuoto            | 1500 metri stile libero maschili             |
| Oro      | Ian O'Brien | Nuoto            | 200 metri rana maschili                      |
| Oro      | Kevin Berry | Nuoto            | 200 metri farfalla maschili                  |
| Oro      | Dawn Fraser | Nuoto            | 100 metri stile libero femminili             |
| Oro      | William Northam James Sargeant Peter O'Donnell | Vela             | 5,5 metri                                    |
| Argento  | Michele Mason-Brown | Atletica leggera | Salto in alto femminile                      |
| Argento  | Robyn Thorn Janice Murphy Lynette Bell Dawn Fraser | Nuoto            | Staffetta 4x100 metri stile libero femminile |
| Bronzo   | Ron Clarke | Atletica leggera | 10000 metri piani                            |
| Bronzo   | Marilyn Black | Atletica leggera | 200 metri piani femminili                    |
| Bronzo   | Judy Amoore-Pollock | Atletica leggera | 400 metri piani femminili                    |
| Bronzo   | Pamela Kilborn | Atletica leggera | 80 metri ostacoli                            |
| Bronzo   | John McBryde Desmond Piper Mervyn Crossman Paul Dearing Ray Evans Brian Glencross Robin Hodder Don McWatters Patrick Nilan Eric Pearce Julian Pearce Don Smart Graham Wood Tony Waters | Hockey su prato  | Maschile                                     |
| Bronzo   | Ted Boronovskis | Judo             | Open maschile                                |
| Bronzo   | Allan Wood | Nuoto            | 400 metri stile libero maschili              |
| Bronzo   | Allan Wood | Nuoto            | 1500 metri stile libero maschili             |
| Bronzo   | David Dickson Peter Doak John Ryan Bob Windle | Nuoto            | Staffetta 4x100 metri stile libero maschile  |
| Bronzo   | Peter Reynolds Ian O'Brien Kevin Berry David Dickson | Nuoto            | Staffetta 4x100 metri misti maschile         |

## Risultati

### Pallacanestro
| Atleta | Classifica |
| --- | ---------- |
| V · D · M Nazionale australiana - Pallacanestro ai Giochi della XVIII Olimpiade 4 Davie · 5 Hackwill · 6 Heard · 7 Wyatt · 8 Ah Matt · 9 Cole · 10 Rodwell · 11 Dancis · 12 Linde · 13 Hody · 14 Gaze · 15 Gardiner · All. Keith Miller | 9°         |
| Nazionale australiana - Pallacanestro ai Giochi della XVIII Olimpiade |            |
| 4 Davie · 5 Hackwill · 6 Heard · 7 Wyatt · 8 Ah Matt · 9 Cole · 10 Rodwell · 11 Dancis · 12 Linde · 13 Hody · 14 Gaze · 15 Gardiner · All. Keith Miller                                                                                 |            |

### Pallanuoto
| Atleta | Classifica                                                                                               |                      |
| --- | --- | -------------------- |
| V · D · M Nazionale maschile australiana di pallanuoto · Giochi olimpici - Tokyo 1964 Withers • Hoad • Mills • Pierce • Barnes • Wiegard • Nunn • Hammond • McAtee • Samuel • Phillips · CT : - | 9° |                      |
| Nazionale maschile australiana di pallanuoto · Giochi olimpici - Tokyo 1964 | |                      |
| Withers • Hoad • Mills • Pierce • Barnes • Wiegard • Nunn • Hammond • McAtee • Samuel • Phillips · CT: -                                                                                        | Withers • Hoad • Mills • Pierce • Barnes • Wiegard • Nunn • Hammond • McAtee • Samuel • Phillips · CT: - | Australia (bandiera) |